# Strömbron
Strömbron i centrala Stockholm är en 140 meter lång gatubro över Norrström mellan Norrmalm och Gamla stan, som förbinder Strömgatan med Slottskajen och Skeppsbron.
| Strömbron under uppförande 1946 och sedd från samma plats år 2010. Bron grundlades provisoriskt på träpålar, som sticker upp över vattenytan, vilket framgår på bilden från 1946. I bakgrunden syns Grand Hôtel innan takvåningen påfördes. |  | Strömbron under uppförande 1946 och sedd från samma plats år 2010. Bron grundlades provisoriskt på träpålar, som sticker upp över vattenytan, vilket framgår på bilden från 1946. I bakgrunden syns Grand Hôtel innan takvåningen påfördes. |
| Strömbron under uppförande 1946 och sedd från samma plats år 2010. Bron grundlades provisoriskt på träpålar, som sticker upp över vattenytan, vilket framgår på bilden från 1946. I bakgrunden syns Grand Hôtel innan takvåningen påfördes. |  | |

År 1928 byggdes en temporär pontonbro på platsen i samband med reparationsarbeten på Norrbro. Den nuvarande Strömbron togs i bruk den 22 november 1946 varefter trafiken mellan Kungsträdgårdsgatan och Skeppsbron slapp omvägen via Norrbro. Denna omläggning inkluderade även spårvagnstrafiken.

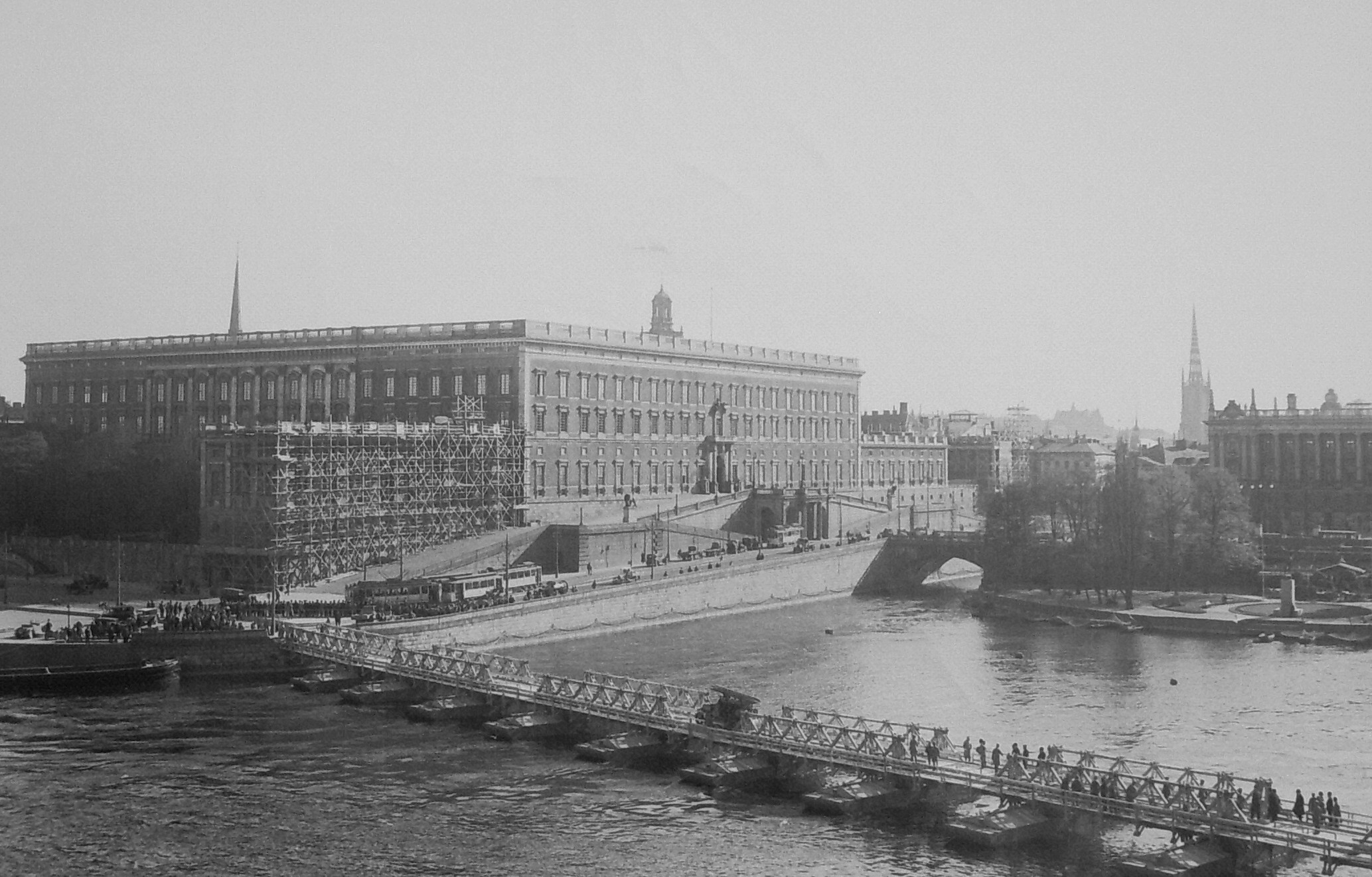
Pontonbron från 1928.

Eftersom bron betraktades som en provisorisk lösning gjordes den mycket enkel och ingen möda lades ned på det estetiska. Efter en lång debatt i Stockholms stadsfullmäktige antogs broförslaget med 43 röster för och 39 emot. Eftersom det var tänkt som ett kortvarigt provisorium på cirka 10 år togs bron inte med i stadsplanen. Konstruktionen består av en 20 meter bred betongplatta (körbanan) på stålbalkar, upplagda på betongplintar, som i sin tur grundlades på träpålar. Träpålarna slutar cirka en meter över vattenytan, vilket är ovanligt för den typen av konstruktion. Normalt ska pålskallarna vara täckta med vatten för att undvika rötskador. Men här var det ett villkor av bromotståndarna, och motivet var att efter några år skulle rötskadorna på pålarna vara så svåra att bron måste rivas. Efter tio år fanns inga rötangrepp. 1964 förstärktes pålgrundläggningen, och man vidtog åtgärder för att skydda pålarna mot rötangrepp.
I generalplanen för Stockholm från 1962 och 1967 (1962 års cityplan och City 67), föreslogs här en tunnel under Norrström, som skulle förbinda Strandvägen med Skeppsbron, den så kallade Blasieholmsleden. Planen slopades senare i Cityplan 1977. Bron står därför fortfarande kvar, dess hållbarhet har kontrollerats med jämna mellanrum och varit över förväntan bra, vilket kunde konstateras vid senaste renoveringen 2007–2009. Provisoriet fyller ännu sin uppgift.